# Lehman Brothers
Lehman Brothers (dịch: Anh em nhà Lehman) (NYSE: LEH) (thành lập năm 1850 bởi ba anh em Henry, Emanuel và Mayer Lehman người Do Thái từ Đức di cư sang) là một tập đoàn chứng khoán và tập đoàn ngân hàng đầu tư lớn thứ tư của Hoa Kỳ. Lĩnh vực chính của tập đoàn là ngân hàng đầu tư, buôn bán cổ phiếu và trái phiếu, nghiên cứu thị trường, quản lý đầu tư, và ngân hàng tư nhân. Tập đoàn đặt trụ sở chính ở Thành phố New York, và hai trụ sở khác ở London và Tokyo, cũng như nhiều văn phòng đại diện khắp thế giới.
Ngày 15 tháng 9 năm 2008, tập đoàn tuyên bố phá sản với khoản nợ 613 tỷ đôla Mỹ sau khi không có công ty nào chấp nhận mua lại. Đây là vụ phá sản ngân hàng lớn nhất trong lịch sử Hoa Kỳ.

## Quá trình phát triển
Năm 1844, Henry Lehman di cư tới Hoa Kỳ và mở một hiệu tạp hóa có tên Cửa hàng H. Lehman tại Montgomery, Alabama). Sau đó, ông đón hai em là Emanuel và Mayer Lehman sang và đến năm 1850 thì đổi tên cơ sở kinh doanh của mình thành Công ty Thương mại Lehman Brothers. Thời đó, ngành trồng bông ở Alabama rất phát triển và anh em nhà Lehman bán hàng cho khách nhưng thay vì nhận tiền mặt lại nhận hoa bông. Việc kinh doanh hoa bông phát đạt giúp cho cơ sở kinh doanh của anh em nhà Lehman lớn mạnh và họ quyết định mở thêm một văn phòng tại thành phố New York là trung tâm giao dịch hoa bông lúc đó.
Năm 1855, Henry qua đời, và công việc kinh doanh do hai anh em Emanuel và Mayer chịu trách nhiệm chính. Họ đã dùng nguồn tài chính của mình để tiến hành đầu tư tham gia khôi phục lại bang Alabama bị tàn phá bởi cuộc nội chiến Hoa Kỳ, và thu lời to lớn. Không bao lâu sau, anh em nhà Lehman quyết định dời trụ sở công ty mình tới thành phố New York. Năm 1870, sở giao dịch hoa bông New York được thành lập; và công ty của anh em nhà Lehman đã góp một tay. Năm 1884, Emanuel nhận cương vị giám đốc sở giao dịch hoa bông nói trên. Từ đó, công ty Lehman Brother còn tham gia vào thị trường trái phiếu phát triển đường sắt, bắt đầu hoạt động tư vấn đầu tư.
Năm 1887, công ty của anh em nhà Lehman trở thành hội viên của Sở Giao dịch Chứng khoán New York. Năm 1899, lần đầu tiên công ty nhận bảo lãnh phát hành trái phiếu doanh nghiệp. Sau khi con trai của Emanuel là Phillips lên làm chủ tịch công ty thì Lehman Brothers bắt đầu liên kết với Goldman Sachs và trong vòng 20 năm, liên danh này đã nhận bảo lãnh phát hành hàng trăm trái phiếu doanh nghiệp khác nhau.
Con trai của Phillips là Robert nối nghiệp ông cha đã làm nên kỳ tích, giúp Lehman Brother vượt qua những ngày tháng khó khăn do cuộc Đại Khủng hoảng gây ra. Lúc ấy công ty này đã hậu thuẫn tài chính cho các nhà đầu tư cá nhân và hỗ trợ tài chính cho các vụ sáp nhập doanh nghiệp. Sự nghiệp kinh doanh mạo hiểm của Lehman Brothers bắt đầu từ đó.

## Quá trình phá sản
Những năm đầu của thập niên 2000, BNC Mortgage - một công ty con của Lehman Brothers - đã tích cực cho vay thứ cấp đối với các dự án nhà ở. Cuộc khủng hoảng tín dụng nhà ở thứ cấp đã làm công ty này thua lỗ nặng. Lehman Brothers đã quyết định đóng cửa công ty con này của mình vào tháng 8 năm 2007. Tuy nhiên không chỉ riêng BNC Mortgage mà cả tập đoàn Lehman Brother đều tích cực tham gia cho vay nhà ở thứ cấp. Việc chứng khoán hóa các khoản cho vay không gặp thuận lợi bởi lãi suất không hấp dẫn. Đến năm 2008, công ty lỗ nặng chưa từng thấy. Kết quả là riêng trong nửa đầu năm 2008, cổ phiếu của Lehman Brothers mất giá tới 70%. Lòng tin của các nhà đầu tư tiếp tục giảm đi khi cổ phiếu của công ty mất giá thêm 50% vào ngày 9 tháng 9 trước dấu hiệu Chính phủ Hoa Kỳ sẽ không làm gì để cứu công ty tài chính này. Ngày 10 tháng 9, công ty tuyên bố đã thua lỗ 3,9 tỷ dollar Mỹ. Ngày 15 tháng 9, công ty đệ trình hồ sơ xin phá sản. Đây là vụ phá sản lớn nhất trong lịch sử Hoa Kỳ.